# Pleurocatena brevior
Pleurocatena brevior är en svampart som beskrevs av W. Gams & Veenb.-Rijks 2007. Pleurocatena brevior ingår i släktet Pleurocatena och familjen Pyxidiophoraceae.   Inga underarter finns listade i Catalogue of Life.